# Conseil général des Assemblées de Dieu des Philippines
Le Conseil général des Assemblées de Dieu des Philippines (anglais : Philippines General Council of the Assemblies of God) est une association chrétienne évangélique d'églises pentecôtistes aux Philippines.  Il est affilié à l’Association mondiale des Assemblées de Dieu. Son siège est situé à Metro Manila.

## Histoire
Le Conseil général des Assemblées de Dieu des Philippines a ses origines dans une mission des Assemblées de Dieu des États-Unis de Benjamin H. Caudle et sa femme en 1926 . La première convention a eu lieu en mars 1940 à Villasis, Pangasinan et le Conseil a été constitué en juillet .  En 1958, il comptait 12,022 membres .  Selon un recensement de l’association d’églises, elle aurait en 2023, 4,000 églises .